# Примас Орлеанский
Гу́гон, При́мас Орлеа́нский (лат. Hugo Primas Aurelianensis; около 1093 — около 1160) — поэт-вагант XII века, самый ранний из известных по имени.  Вместе со своим младшим современником Архиипиитой Кёльнским открыл новую эпоху в латиноязычной поэзии.
О его жизни сохранилось немного сведений. Известно, что учился Гугон в Орлеане, уважительное прозвище Примаса (старейшины) он получил от товарищей по учению, отличался большой эрудицией, весёлым нравом и талантом в сочинении стихов. При жизни и в течение около столетия после смерти пользовался огромной известностью. Его имя упоминают современные ему поэты, знакомый с его творчеством хронист Ришар из Пуатье; в «Декамероне» Боккаччо (7 новелла первого дня) упомянут странствующий певец Примассо. 
Стихи Примаса Орлеанского подчёркнуто автобиографичны. В них упоминаются странствия поэта, посещение Парижа, Реймса, Амьена, Бове и других городов, служба у епископов. Большинство стихотворений Примаса Орлеанского написаны нарочито сниженным языком, описывают бытовые ситуации (нужду, получение подарков, посещение блудниц), наполнены темпераментными обличениями и прямыми оскорблениями. 
Литературное наследие Гугона составляет примерно 50 стихотворений и сатир, написанных в основном латинским языком, однако некоторые также и на старофранцузском. Они сохранились в составленной около 1200 года в Оксфорде рукописи Rawlinson G 109 и были впервые в 1907 году изучены немецким филологом Вильгельмом Мейером.